# Erica McDermott
Erica McDermott (* 26. April 1973 in Cambridge, Massachusetts) ist eine US-amerikanische Schauspielerin. Bekanntheit erlangte sie vor allem durch ihre Nebenrollen in den Filmen The Fighter und Black Mass.

## Leben und Karriere
Erica McDermott wuchs in Somerville als Tochter einer Krankenschwester auf. Mit Beginn des sechsten Schuljahres zogen ihre Eltern mit ihr nach Quincy. Dort schloss sie die Archbishop Williams High School ab und trat anschließend in die Fußstapfen ihrer Mutter. 1995 schloss sie die Salem State University mit einem Abschluss in Krankenpflege ab. Ihr beruflicher Schwerpunkt lag anschließend auf der Pflege von Kindern mit Hirnverletzungen. Sie heiratete den Anlageberater Bob McDermott und trägt seitdem seinen Nachnamen. Gemeinsam lebten sie vier Jahre in Nashville, bevor sie wegen eines Jobangebots für ihren Mann 2001 in den Bundesstaat Connecticut zogen. Dort wurden sie Eltern von zwei Töchtern, die sie im Abstand von 13 Monaten gebar. Während der ersten Jahre blieb sie als Hausfrau und Mutter zu Hause, bevor sie sich wegen einer neuen Arbeitsstelle umsah. Durch den Anruf einer Freundin wegen der Aufführung eines Bühnenstücks, entdeckte sie ihre Leidenschaft für das Schauspiel wieder, welches in ihr bereits während der Schulzeit geweckt wurde.
2008 stand sie für das Stück MOMologues auf der Bühne und erhält anschließend Schauspielunterricht am Plymouth Rock Studios. Bald darauf nahm sie am offenen Casting für den Film The Fighter teil. Für die Rolle der Cindy 'Tar' Eklund, der Filmschwester des Hauptdarstellers Mark Wahlberg, setzte sie sich gegen eine große Anzahl Konkurrentinnen durch. Anschließend trat sie in der Serie Body of Proof in einer Gastrolle auf. Im Film American Hustle aus dem Jahr 2013, war sie ebenfalls in einer Nebenrolle zu sehen. 2015 war sie als Mary Bulger, der Filmehefrau von Benedict Cumberbatch, in Black Mass zu sehen und spielte zudem eine kleine Rolle in Joy – Alles außer gewöhnlich. 2016 war sie als Sue in Kenneth Lonergans Manchester by the Sea zu sehen.
McDermott kommt ohne eigenen Agenten aus. Heute lebt sie mit ihrer Familie wieder in Massachusetts.

## Filmografie (Auswahl)
- 2010: Mama Raised a Hellraiser (Kurzfilm)
- 2010: Knight and Day
- 2010: The Fighter
- 2011: Body of Proof (Fernsehserie, Episode 1x08)
- 2012: Last Hours in Suburbia
- 2013: American Hustle
- 2014: The Rude, the Mad, and the Funny
- 2015: Black Mass
- 2015: Joy – Alles außer gewöhnlich (Joy)
- 2016: Manchester by the Sea
- 2016: Boston (Patriots Day)
- 2018: By Proxy (Kurzfilm)
- 2019: Castle Rock (Fernsehserie, Episode 2x02)
- 2020: Hunted – Blutiges Geld (Allagash)
- 2021: Coda
- 2022: Gib’s zu, Fletch (Confess, Fletch)